# Alexandr Michajlovič Romanov
Alexandr Michajlovič Romanov (rusky Александр Михайлович; 1. dubnajul./ 13. dubna 1866greg., Tiflis – 26. února 1933, Roquebrune-Cap-Martin) byl ruský velkokníže, člen dynastie Holstein‑Gottorp‑Romanov, námořní důstojník, švagr a poradce ruského cara Mikuláše II. Alexandroviče.

## Život
Narodil se 13. dubna 1866 v Tbilisi, ve Tifliské gubernii ruského impéria. Byl synem velkoknížete Michaila Nikolajeviče Ruského, mladšího syna cara Mikuláše I. Pavloviče a velkokněžny Cecilie Bádenské.
Byl námořním důstojníkem. Během svého mládí navštívil jménem ruského impéria japonské a brazilské císařství. Dne 6. srpna 1894 se oženil se svojí sestřenicí velkokněžnou Xenií Alexandrovnou, nejstarší dcerou cara Alexandra III. Alexandroviče. Tím se stal švagrem a blízkým poradcem cara Mikuláše II.
Před revolucí trávil svůj čas ve Francii, zejména v Biarritzu a na Francouzské riviéře, kde jeho starší bratr velkokníže Michail Michajlovič Romanov financoval roku 1908 rekonstrukci hotelu Carlton v Cannes.
Během revoluce napadal politický vliv carevny Alexandry Fjodorovny na svého manžela, kdy mu bylo zabraňováno, aby použil vojska na zdolání revoluce. Ve svých dokumentech přiznal že byl donucen aby sdílel antisemitské názory, které převládly v Rusku.
Poté, co byl car Miluláš se svou rodinou uvězněn, Alexandr odešel do Paříže. Nějakou dobu byl hostem budoucího etiopského císaře Ras Tafariho. Zemřel v Roquebrune-Cap-Martin. S manželkou měli sedm dětí:
- Irina Alexandrovna (15. července 1895 – 26. února 1970) ⚭ 1914 kníže Felix Felixovič Jusupov (23. března 1887– 27. září 1967)
- Andrej Alexandrovič (24. ledna 1897 – 8. května 1981)
⚭ 1918 Elisabetta di Sasso Ruffo (1887–1940)
⚭ 1942 Nadine McDougall (1908–2000)
- Fjodor Alexandrovič (23. prosince 1898 – 30. listopadu 1968) ⚭ 1923 Irina Pavlovna Palejová (1903–1990)
- Nikita Alexandrovič (17. ledna 1900 – 12. září 1974) ⚭ 1922 hraběnka Maria Illarionovna Voroncovová-Daškovová (1903–1997)
- Dmitrij Alexandrovič (15. srpna 1901 – 7. července 1980)
⚭ 1931 hraběnka Marina Sergejevna Goleniščev-Kutuzovová (1912–1969)
⚭ 1954 Margaret Sheila Mackellar Chisholm (1895–1969)
- Rostislav Alexandrovič (24. listopadu 1902 – 31. července 1978)
⚭ 1928 Alexandra Pavlovna Golicynová (1905–2006)
⚭ 1944 Alice Eilken (1923–1996)
⚭ 1954 Hedwig Maria Gertrud Eva von Chappuis (1905–1997)
- Vasilij Alexandrovič (7. července 1907 – 24. června 1989) ⚭ 1931 Natalia Golicynová (1907–1989)

## Vyznamenání

### Ruská vyznamenání
- rytíř Řádu svatého Ondřeje – 1866
- rytíř Řádu svatého Alexandra Něvského – 1866
- rytíř Řádu svaté Anny – 1866
- rytíř Řádu bílého orla – 1866
- Řád svatého Vladimíra II. třídy – 1913

### Zahraniční vyznamenání
- rytíř Řádu württemberské koruny – Württemberské království, 1880
- rytíř Řádu růže – Brazilské císařství, 1886
- komtur Císařské řádu kříže – Brazilské císařství, 1886
- rytíř Řádu gryfa – Meklenbursko-zvěřínské velkovévodství, 1886
- Řád vycházejícího slunce – Japonsko, 1889
- velkokříž Řádu Spasitele – Řecké království, 1889
- rytíř Řádu slona – Dánsko, 7. září 1895
- rytíř velkokříže Královského uherského řádu svatého Štěpána – Rakousko-Uhersko, 22. dubna 1897
- rytíř Domácího a záslužného řádu vévody Petra Fridricha Ludvíka – Oldenburské velkovévodství, 1902
- rytíř velkokříže Řádu svatého Olafa – Norsko, 1908
- rytíř Řádu zvěstování – Italské království

## Vývod z předků
|                      |                              |  |                             |                                                |  |  |  |  |  |  |  | Petr III. Ruský |
|                      |                              |  |                             |                                                |  |  |  |  |  |  |  |                 |
|                      | Pavel I. Ruský               |  |                             |                                                |  |  |  |  |  |  |  |                 |
|                      |                              |  |                             |                                                |  |  |  |  |  |  |  |                 |
|                      |                              |  |                             | Kateřina II. Veliká                            |  |  |  |  |  |  |  |                 |
|                      |                              |  |                             |                                                |  |  |  |  |  |  |  |                 |
|                      | Mikuláš I. Pavlovič          |  |                             |                                                |  |  |  |  |  |  |  |                 |
|                      |                              |  |                             |                                                |  |  |  |  |  |  |  |                 |
|                      |                              |  |                             | Fridrich II. Evžen Württemberský               |  |  |  |  |  |  |  |                 |
|                      |                              |  |                             |                                                |  |  |  |  |  |  |  |                 |
|                      | Žofie Dorota Württemberská   |  |                             |                                                |  |  |  |  |  |  |  |                 |
|                      |                              |  |                             |                                                |  |  |  |  |  |  |  |                 |
|                      |                              |  |                             | Bedřiška Braniborsko-Schwedtská                |  |  |  |  |  |  |  |                 |
|                      |                              |  |                             |                                                |  |  |  |  |  |  |  |                 |
|                      | Michail Nikolajevič          |  |                             |                                                |  |  |  |  |  |  |  |                 |
|                      |                              |  |                             |                                                |  |  |  |  |  |  |  |                 |
|                      |                              |  |                             | Fridrich Vilém II.                             |  |  |  |  |  |  |  |                 |
|                      |                              |  |                             |                                                |  |  |  |  |  |  |  |                 |
|                      | Fridrich Vilém III.          |  |                             |                                                |  |  |  |  |  |  |  |                 |
|                      |                              |  |                             |                                                |  |  |  |  |  |  |  |                 |
|                      |                              |  |                             | Frederika Hesensko-Darmstadtská                |  |  |  |  |  |  |  |                 |
|                      |                              |  |                             |                                                |  |  |  |  |  |  |  |                 |
|                      | Alexandra Fjodorovna         |  |                             |                                                |  |  |  |  |  |  |  |                 |
|                      |                              |  |                             |                                                |  |  |  |  |  |  |  |                 |
|                      |                              |  |                             | Karel II. Meklenbursko-Střelický               |  |  |  |  |  |  |  |                 |
|                      |                              |  |                             |                                                |  |  |  |  |  |  |  |                 |
|                      | Luisa Meklenbursko-Střelická |  |                             |                                                |  |  |  |  |  |  |  |                 |
|                      |                              |  |                             |                                                |  |  |  |  |  |  |  |                 |
|                      |                              |  |                             | Frederika Karolina Luisa Hesensko-Darmstadtská |  |  |  |  |  |  |  |                 |
|                      |                              |  |                             |                                                |  |  |  |  |  |  |  |                 |
| Alexandr Michajlovič |                              |  |                             |                                                |  |  |  |  |  |  |  |                 |
|                      |                              |  |                             |                                                |  |  |  |  |  |  |  |                 |
|                      |                              |  | Fridrich Bádensko-Durlašský |                                                |  |  |  |  |  |  |  |                 |
|                      |                              |  |                             |                                                |  |  |  |  |  |  |  |                 |
|                      | Karel Fridrich Bádenský      |  |                             |                                                |  |  |  |  |  |  |  |                 |
|                      |                              |  |                             |                                                |  |  |  |  |  |  |  |                 |
|                      |                              |  |                             | Amálie Nasavsko-Dietzská                       |  |  |  |  |  |  |  |                 |
|                      |                              |  |                             |                                                |  |  |  |  |  |  |  |                 |
|                      | Leopold I. Bádenský          |  |                             |                                                |  |  |  |  |  |  |  |                 |
|                      |                              |  |                             |                                                |  |  |  |  |  |  |  |                 |
|                      |                              |  |                             | Ludvík Jindřich Geyer z Geyersbergu            |  |  |  |  |  |  |  |                 |
|                      |                              |  |                             |                                                |  |  |  |  |  |  |  |                 |
|                      | Luisa Karolina z Hochbergu   |  |                             |                                                |  |  |  |  |  |  |  |                 |
|                      |                              |  |                             |                                                |  |  |  |  |  |  |  |                 |
|                      |                              |  |                             | Maxmiliána Kristiána ze Sponecku               |  |  |  |  |  |  |  |                 |
|                      |                              |  |                             |                                                |  |  |  |  |  |  |  |                 |
|                      | Olga Fjodorovna              |  |                             |                                                |  |  |  |  |  |  |  |                 |
|                      |                              |  |                             |                                                |  |  |  |  |  |  |  |                 |
|                      |                              |  |                             | Gustav III. Švédský                            |  |  |  |  |  |  |  |                 |
|                      |                              |  |                             |                                                |  |  |  |  |  |  |  |                 |
|                      | Gustav IV. Adolf             |  |                             |                                                |  |  |  |  |  |  |  |                 |
|                      |                              |  |                             |                                                |  |  |  |  |  |  |  |                 |
|                      |                              |  |                             | Žofie Magdalena Dánská                         |  |  |  |  |  |  |  |                 |
|                      |                              |  |                             |                                                |  |  |  |  |  |  |  |                 |
|                      | Žofie Vilemína Švédská       |  |                             |                                                |  |  |  |  |  |  |  |                 |
|                      |                              |  |                             |                                                |  |  |  |  |  |  |  |                 |
|                      |                              |  |                             | Karel Ludvík Bádenský                          |  |  |  |  |  |  |  |                 |
|                      |                              |  |                             |                                                |  |  |  |  |  |  |  |                 |
|                      | Frederika Dorotea Bádenská   |  |                             |                                                |  |  |  |  |  |  |  |                 |
|                      |                              |  |                             |                                                |  |  |  |  |  |  |  |                 |
|                      |                              |  |                             | Amálie Hesensko-Darmstadtská                   |  |  |  |  |  |  |  |                 |
|                      |                              |  |                             |                                                |  |  |  |  |  |  |  |                 |